# Beaucaire (Gard)
Beaucaire település Franciaországban, Gard megyében. Lakosainak száma 15 695 fő (2022. január 1.). Beaucaire Arles, Tarascon, Bellegarde, Comps, Fourques, Jonquières-Saint-Vincent, Manduel, Redessan és Vallabrègues községekkel határos.

## Népesség
A település népességének változása:
| Lakosok száma | 12 740 | 12 840 | 13 400 | 15 099 | 16 036 | 16 094 | 15 963 | 15 906 | 15 659 | 15 695 |
|               | 1968   | 1982   | 1990   | 2006   | 2013   | 2015   | 2017   | 2019   | 2020   | 2022   |